# Svatý Remigius
Svatý Remigius z Remeše (franc. Remi de Reims, asi 437 u Laonu – 13. ledna 533 Remeš) byl franský křesťanský duchovní, biskup remešský. Pokřtil franského krále Chlodvíka I., založil několik diecézí, kázal a bojoval proti pohanství a ariánské herezi. K prvnímu vyzdvižení těla na oltář došlo údajně již roku 565, k přenesení ostatků pravděpodobně až roku 852. Je uctíván jako světec římskokatolickou církví, zejména ve Francii a v Německu, označován jako apoštol Franků.

## Život
Remigius se narodil u Laonu v dnešním departmentu Aisne okolo roku 437. Jeho starší bratr Principius se stal biskupem soissonským a Remigius se již v mládí rozhodl pro duchovní život. Pro nižší svěcení se připravoval v poušti, a po smrti remešského biskupa Bennagia byl zvolen jeho nástupcem. Ačkoliv funkci přijmout zpočátku nechtěl, svou výmluvností ještě více utvrdil církevní obec, aby jej ve věku 22 let potvrdili ve funkci, ačkoli ještě nepřijal žádné svěcení.
Výbojné germánské kmeny, zejména Frankové z Porýní, pustošily poslední zbytky římské říše a zabíraly nová území. Král Franků Chlodvík I. nejprve sídlil na území dnešní Belgie, potom u Soissons a nakonec v Paříži. Když se Chlodvík I. poznal s Remigiem, získal si mladý biskup rychle královy sympatie, zejména pro svou výmluvnost. Biskup se jej snažil obrátit na křesťanskou víru, ale Chlodvík I. nebyl plně přesvědčený, nicméně vrátil biskupovi bohoslužebné vybavení, které při průjezdu Remeší jeho armáda ukořistila.
Královna Chrodechilda, manželka Chlodvíka už pokřtěná byla, nechala pokřtít už dříve i své dvě děti. Když Chlodvík táhl proti Germánům, modlila se Chrodechilda za manželovo vítězství i za uzdravení syna. Chlodvík vyhrál a viděl zdravého syna. Nakonec uvěřil tomu, že za to může víra jeho ženy. V roce 498 se královně spolu s Remigiem podařilo Chlodvíka přimět ke křtu.
Po křtu krále a asi třítisícového královského dvora na Vánoce roku 498 došlo k zakládání nových biskupství a šíření křesťanské víry. Chlodvík začal nad Remigiem držet ochrannou ruku, a považoval jej za svého rádce.

## Smrt a úcta
Remigius zemřel jako svatý vyznavač přirozenou smrtí ve věku 97 let v Remeši a byl tam pohřben v kostelíku sv. Kryštofa, který byl později přestavěn a přesvěcen na baziliku sv. Remigia. V roce 852 remešský biskup Hinkmar redigoval první Remigiův životopis (Vita Remigii), část jeho relikvií vyzdvihl z hrobu (tzv. elevace) a přenesl (tzv. translace) do předrománské katedrály Panny Marie v Remeši; tento obřad odpovídal kanonizaci. Remigius byl ustanoven svatým patronem francouzských králů a patří společně se sv. Dionýsiem a sv. Martinem z Tours k hlavním patronům země.
Jeho relikvie byly uchráněny před normanskými invazemi v roce 882 v Épernay, poté v kostele opatství Sv. Petra v Orbais a v červnu 883 slavnostně převezen zpět do katedrály. V roce 900 remešský arcibiskup Hervé vrátil relikvie do kostela sv. Remigia, kde pro ně v baroku byla v presbyteriu vybudována hrobka s oltářem a byly tam uctívány neporušené až do francouzské revoluce. Remešská arcidiecéze má 90 farností sv. Remigia,
- Desítky kostelů jsou svatému Remigiovi zasvěceny v ostatních arcidiecézích Francie, většinou byly zakládány již od 8. do 12. století.
- Několik desítek kostelů tohoto patrocinia je v Německu, zejména v Porýní, k centrům Remigiova kultu patřil dóm v Cáchách (relikviář je uchováván v tamním chrámovém pokladu), kostely v Bonnu a v Kolíně nad Rýnem. Slaví se také ve frankofonní oblasti Belgie a v Québecu v Kanadě.
- Do Čech Remigiovu relikvii přivezl císař Karel IV. asi roku 1346. Roku 1356 se při ukazování svatých ostatků v Praze na Karlově náměstí předvádělo stříbrné ostensorium s relikviemi svatých Remigia a Nikásia v křišťálové schránce[5]. Druhá relikvie byla vložena do obrazu v kapli svatých ostatků na hradě Karlštejn.
- Kostel sv. Remigia v Praze-Čakovicích doložený k roku 1352 jako farní je jediný zasvěcený tomuto světci v Česku.

## Svátek
Remigia považují za světce církve římskokatolická, anglikánská a pravoslavná. Jeho svátek v římském martyrologiu připadá na 13. ledna. Ve Francii se slaví 15. ledna a v remešské arcidiecézi také Chlodvíkův křest 31. prosince. V Čechách, stejně jako v celé střední Evropě, světcova oslava již v době reformace pohasla a zůstává ve stupni připomínka.

## Galerie

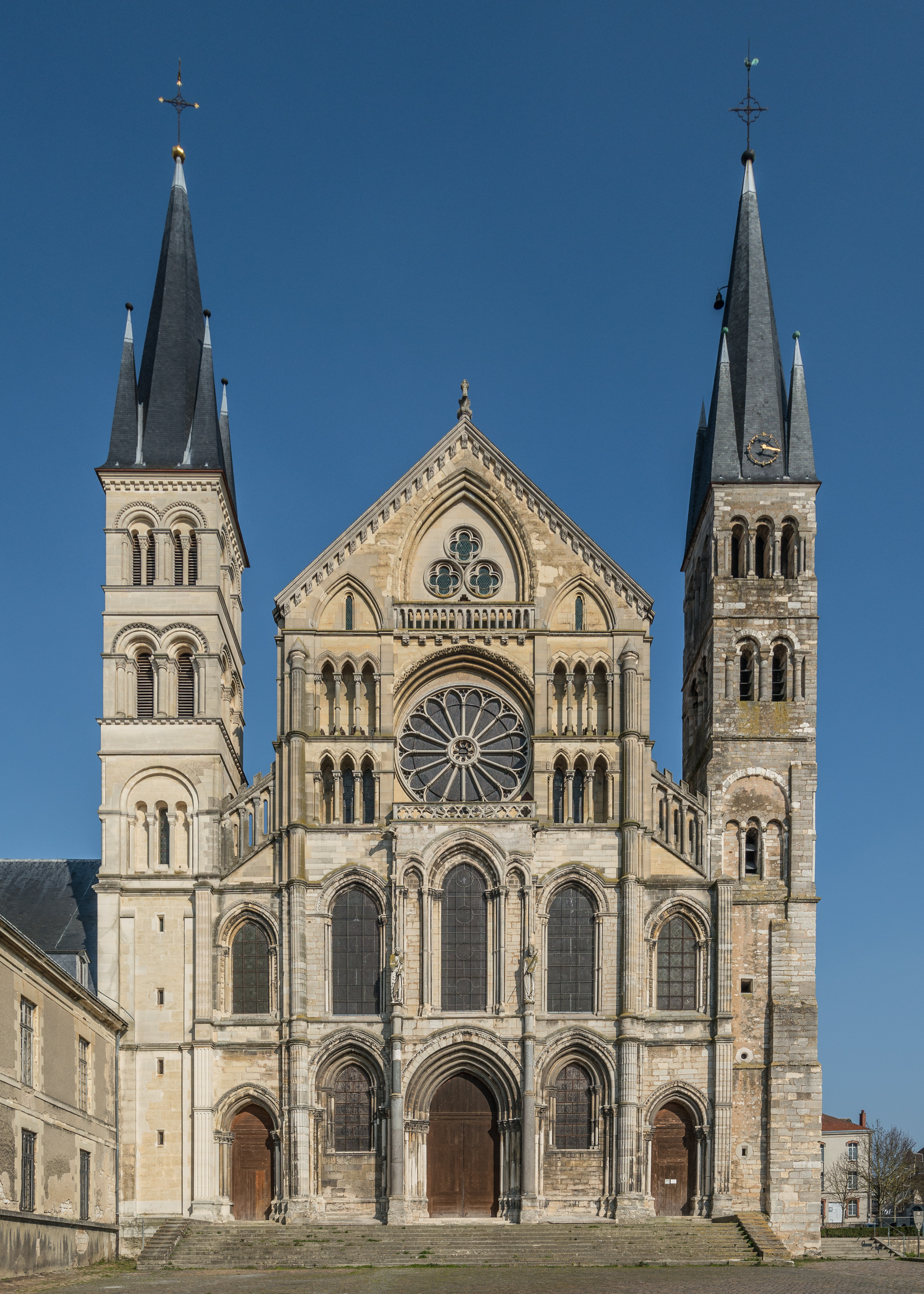
Bazilika svatého Remigia v Remeši
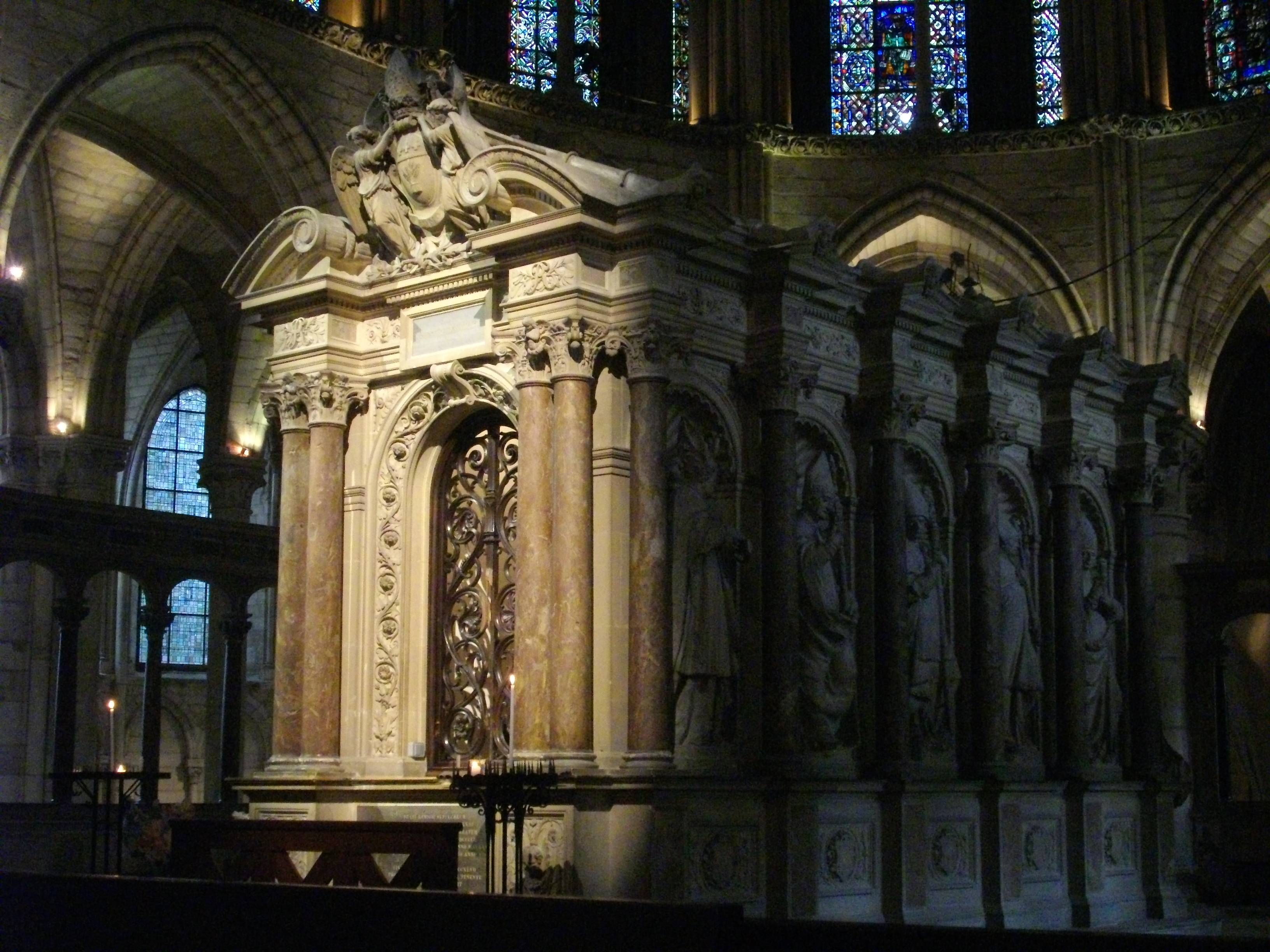
Hrobka sv. Remigia v bazilice sv. Remigia v Remeši
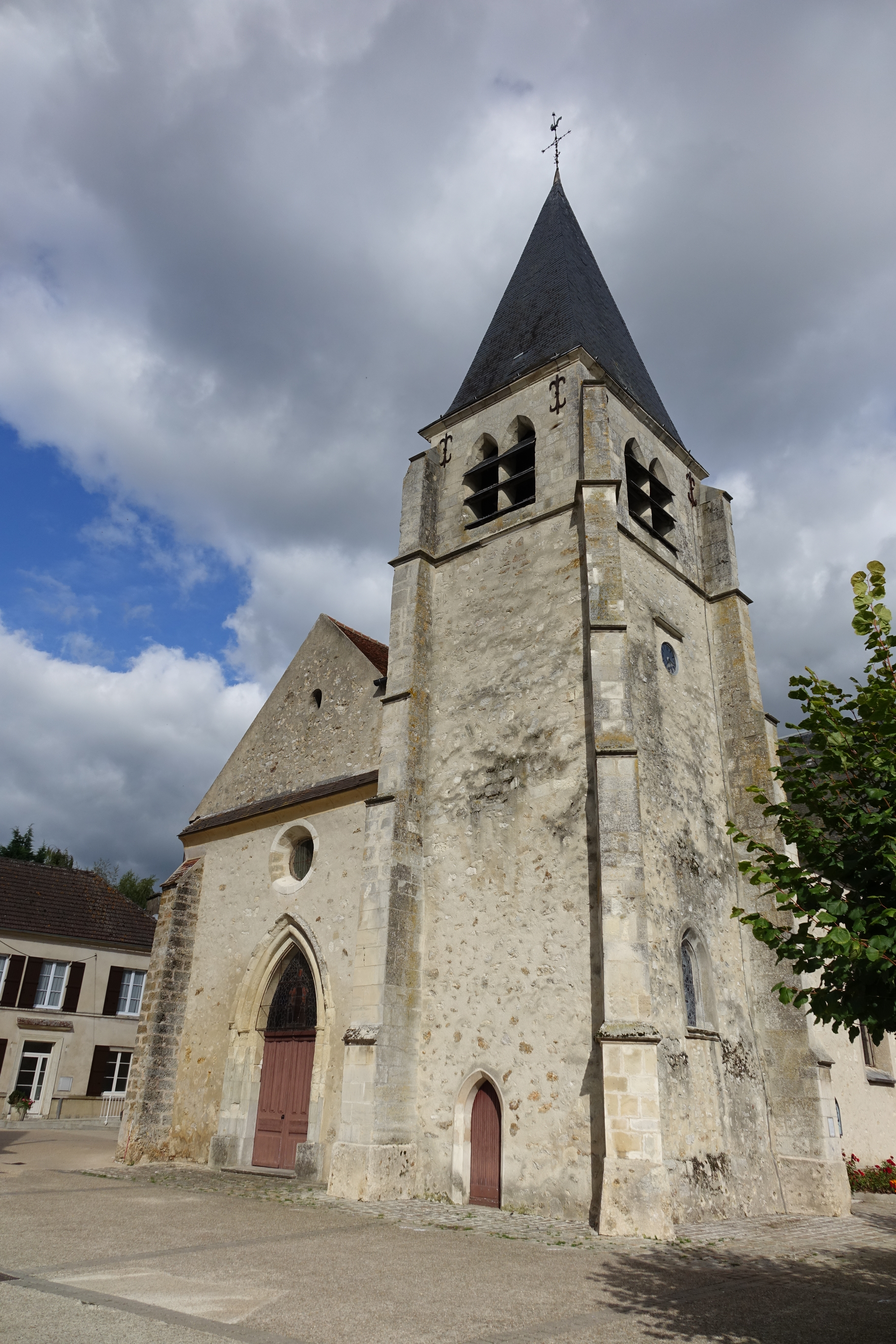
Kostel sv. Remigia v Condé-en-Brie
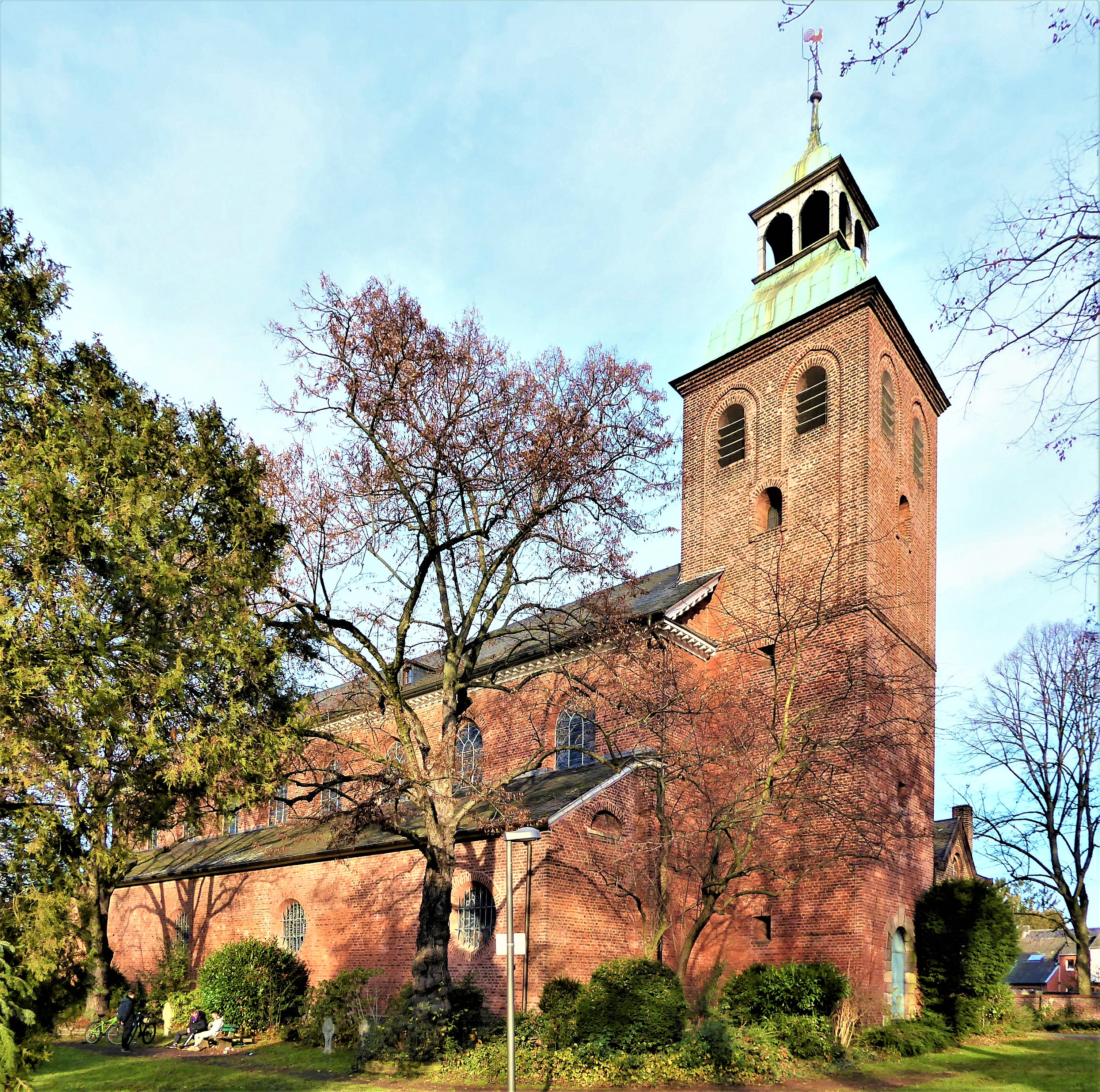
Kostel sv. Remigia v Kolíně nad Rýnem
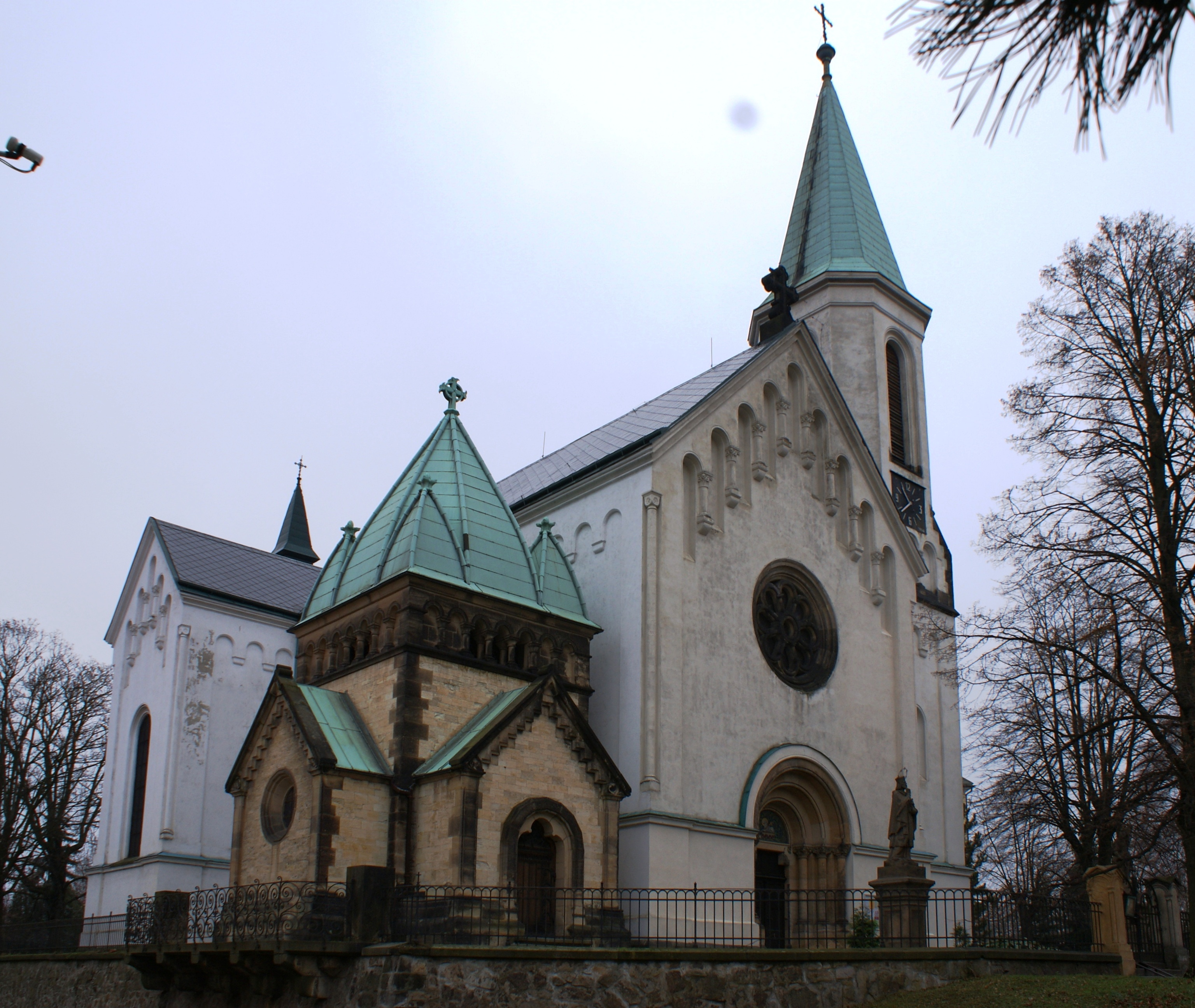
Kostel sv. Remigia v Praze-Čakovicích, jediný v Česku